# Ligne Shinkansen Sanyō
La ligne Shinkansen Sanyō (山陽新幹線, さんようしんかんせん, San'yō Shinkansen) est une ligne à grande vitesse japonaise du réseau Shinkansen, affectée au transport de voyageurs entre Osaka (préfecture du même nom, Kansai, Honshū) et Fukuoka (préfecture du même nom, Kyūshū). Inaugurée en deux phases en 1972 et 1975, il s'agit de la seconde plus ancienne ligne à grande vitesse au Japon et dans le monde. Elle constitue la continuation vers l'ouest de la ligne Shinkansen Tōkaidō, qui relie Tōkyō à Ōsaka, et forme avec lui l'épine dorsale du système de transport japonais desservant tout le littoral sud de l'île de Honshū et de ce fait l'ensemble de la mégalopole japonaise (qui regroupe 80 % de la population du pays, et l'essentiel de ses activités politiques, économiques, industrielles, commerciales et financières). Depuis 2011, l'ouverture du deuxième tronçon de la ligne Shinkansen Kyūshū lui permet d'être à son tour relayée sur 257 km entre Fukuoka et Kagoshima sur l'île de Kyūshū. 
Exploitée par la JR West depuis la privatisation et la division de la Japanese National Railways en 1987, elle couvre 626,7 km de distance et relie ses deux terminus en 2 h 22 pour les trains les plus rapides.

## Historique
Moins d'un an après l'inauguration du Shinkansen Tōkaidō (le 1er octobre 1964), la décision est prise le 9 septembre 1965 de construire une deuxième ligne à grande vitesse le prolongeant. La construction est divisée en deux étapes :
- la première phase commence le 16 mars 1967 pour le tronçon entre la gare de Shin-Osaka et celle d'Okayama (161 km), et s'achève avec son inauguration le 15 mars 1972,
- la seconde phase des travaux est lancée le 10 février 1970 pour le reste de la ligne (Okayama - Hakata, soit 393 km), et le premier train y circule le 10 mars 1975. Cette tranche implique l'élaboration du tunnel Shin-Kammon, troisième tunnel (long de 18,7 km) à avoir été creusé sous le détroit de Kammon séparant Shimonoseki sur Honshū et Kitakyūshū sur Kyūshū (les deux autres sont respectivement : un tunnel ferroviaire pour des lignes de fret ou à vitesse normale, et un tunnel automobile)[2]. Il s'agit ainsi de la première ligne à grande vitesse à emprunter un tunnel sous-marin au monde.

La ligne utilise tout d'abord les premiers modèles de Shinkansen de la série 0 qui, dans leur mise en service la plus rapide (Hikari), relient les 554 km séparant Ōsaka à Fukuoka en 3 h 44, temps réduit à 2 h 59 avec l'augmentation de la vitesse de croisière à 220 km/h des Shinkansen 0 à partir de 1986. En 1989, la mise en service de la série 100 et ses pointes à 230 km/h, permet de gagner encore 10 minutes. 
Le 18 mars 1993, le premier Nozomi (service de Shinkansen à très haute vitesse s'arrêtant uniquement dans les principales gares du Sanyō et du Tōkaidō avec un minimum d'arrêts) reliant Tōkyō à Fukuoka en utilisant la nouvelle série 300 (vitesse de service commercial de 270 km/h), permet de réduire le temps de parcours Ōsaka-Fukuoka à 2 h 32. Le 22 mars 1997, le premier Nozomi de la série 500 réalise le parcours dans le temps record de 2 h 17, avec des pointes à 300 km/h. La série 700 (vit. 285 km/h) est lancée en Nozomi le 13 mars 1999, et servent à lancer le 11 mars 2000 le nouveau service du Hikari Rail Star (forme particulière du Hikari en vitesse maximale, à taille réduite car ne comportant que 8 voitures et à fortes fréquences, limité à la ligne Sanyō, développé par la JR West pour faire face à la concurrence des liaisons aériennes entre les aéroports d'Ōsaka et de Fukuoka).   
Le 1er juillet 2007, les Shinkansen de dernière génération, les séries N700 entrent en service sur les services Nozomi avec une vitesse de service commercial de 300 km/h.
Le 14 décembre 2008, les Shinkansen série 0 sont définitivement retirés du service.
Le 12 mars 2011, le prolongement de la ligne Shinkansen Kyūshū permet la mise en place des services Mizuho et Sakura reliant les gares de Shin-Osaka et Kagoshima-Chūō.
Le 16 mars 2012, les Shinkansen série 100 et 300 sont définitivement retirés du service.

## Exploitation
Cette ligne était exploitée par l'entreprise publique JNR (Japanese National Railways) jusqu'en 1987, date à laquelle cette compagnie fut privatisée et découpée géographiquement pour donner naissance à sept compagnies. Depuis 1987, la JR West, basée à Osaka, possède et exploite la ligne ainsi que ses gares, à l'exception de celle du terminus (ou départ) d'Osaka, Shin-Osaka, qui appartient à la JR Central.
Pour l'année fiscale 2008 (se terminant le 31 mars 2007), la ligne Shinkansen Sanyō a rapporté 34 3,5 milliards de yens (soit 3,4 milliards de dollars américains, et à peu près trois fois moins que les bénéfices du Shinkansen Tōkaidō), ce qui représente 44 % de l'ensemble des revenus ferroviaires de la JR West (à peine plus que le réseau urbain de l'aire Ōsaka-Kōbe-Kyōto qui lui en rapporte 39 %).

### Services
Les trains sillonnant la ligne Shinkansen Sanyō sont répartis en cinq classes :
- Nozomi (のぞみ, signifiant espoir), trains gérés conjointement par la JR Central et la JR West avec deux lignes empruntant la Sanyō (Tōkyō-Hakata et Nagoya-Hakata) à très forte vitesse (jusqu'à 300 km/h) et en ne s'arrêtant qu'aux plus grandes gares : 
  - systématiquement dans six gares : Shin-Osaka, Shin-Kōbe, Okayama, Hiroshima, Kokura et Hakata, pour les deux lignes de Nozomi,
  - quelquefois dans quatre autres gares (Himeji, Fukuyama, Tokuyama et Shin-Yamaguchi) pour le Nozomi Tōkyō-Hakata, et seulement celles de Fukuyama et Shin-Yamaguchi pour le Nagoya-Hakata,
  - plus rarement, et uniquement pour ce qui est du Tōkyō-Hakata, à la gare de Nishi-Akashi.

- Hikari (ひかり, signifiant lumière), qui s'arrêtent aux gares principales (la desserte varie selon les trains) entre Tōkyō et Fukuoka : moins rapide que le Nozomi, il s'agit toutefois du plus rapide train pouvant bénéficier du Japan Rail Pass. Les Hikari développés par la JR West sur la ligne Sanyō ont été de trois types :
  - l’Hikari Ouest : mis en service entre 1988 et 2000, il employait d'abord des Shinkansen de série 0 à 6 (1988-1989) puis 9 voitures (1989-2000). Il a été remplacé en 2000 par l’Hikari Rail Star.
  - l’Hikari Familial : service particulier mis en place pendant les périodes de vacances depuis l'été 1995, il utilise des formes spéciales des Shinkansen série 0 (R2 et R24) à six voitures comprenant une aire de jeu pour enfant dans la voiture 3. Tous les sièges de ces trains sont alors sur réservation.
  - l’Hikari Rail Star : 50 trains (numérotés de 540 à 589) développés à partir de 2000 sur la base des nouveaux modèles de la série 700, pour remplacer les Hikari Ouest comme forme standard de ce service sur la ligne Sanyō et afin de concurrencer les liaisons aériennes Ōsaka-Fukuoka en étant plus rapide (jusqu'à 285 km/h) et plus fréquents (en utilisant des trains plus courts, ne comportant que 8 voitures). Utilisant une livrée spécifique, il ne comporte pas de « voiture verte » (la première classe traditionnelle) bien que ses voitures contenant les places sur réservation aient des sièges plus spacieux et plus espacés (rangées de 2+2 sièges voire des compartiments de quatre sièges) et mieux adaptés aux « salarymen » (avec des prises de courant pour les utilisateurs d'ordinateurs portables) que la forme standard des 3+2 sièges des espaces non réservés. L’Hikari Rail Star s'arrête systématiquement dans six gares : ses deux départs-terminus (Shin-Osaka et Hakata) et donc au minimum quatre gares intermédiaires (Shin-Kōbe, Okayama, Hiroshima et Kokura). Il y dessert également généralement trois autres gares (Himeji, Fukuyama, Shin-Yamaguchi) et quelquefois la gare de Tokuyama, tandis que seules les lignes 540 et 589 passent dans quatre petites gares du réseau (Shin-Kurashiki, Shin-Onomichi, Mihara et Higashi-Hiroshima).
  - il faut y ajouter les Hikari partant de gares de la JR Central, et se prolongeant donc de la Tōkaidō à la Sanyō. Ainsi, 29 sont en provenance de la gare de Tokyo (numérotés de 460 à 487 et 493) et qui s'arrêtent systématiquement, pour 28 d'entre elles (toutes à l'exception de la 487 qui ne dessert que quatre de ces gares en s'arrêtant à Himeji), dans six gares de la Sanyō entre Osaka et Okayama (Shin-Osaka, Shin-Kōbe, Nishi-Akashi, Himeji, Aioi et Okayama). Au-delà, seules les lignes 462 et 493 continuent pour s'arrêter dans quatre autres gares pour la première (Shin-Kurashiki, Fukuyama, Shin-Onomichi et Mihara) et dans deux pour la seconde (Fukuyama et Hiroshima). Trois autres trains (490, 491 et 495) partent de Nagoya pour Hiroshima et s'arrêtent toutes dans cinq gares de la Sanyō (Shin-Osaka, Shin-Kōbe, Himeji, Okayama et Hiroshima), à quoi s'ajoutent uniquement la Gare de Fukuyama pour les 490 et 495 et celles de Nishi-Akashi et Aioi pour la 495.

- Mizuho (みずほ), trains gérés conjointement par la JR West et la JR Kyushu à très forte vitesse (jusqu'à 300 km/h) et en ne s'arrêtant que dans les six gares suivantes : Shin-Osaka, Shin-Kōbe, Okayama, Hiroshima, Kokura et Hakata.

- Sakura (さくら, signifiant cerisier), trains également gérés conjointement par la JR West et la JR Kyushu. Ils effectuent plus d'arrêts que les trains Mizuho.

- Kodama (こだま, signifiant écho), qui s'arrêtent à toutes les gares et ne peuvent donc pas circuler à pleine vitesse.

En 2011, 271 rotations quotidiennes ont été programmées sur tout ou partie de la ligne Sanyō, dont:
- 103 trains Nozomi,
- 76 trains Kodama,
- 54 trains Hikari,
- 26 trains Sakura,
- 8 trains Mizuho.

### Matériel
Au 17 mars 2012, le matériel roulant circulant sur la ligne se compose de :
- Shinkansen série 500 : sixième génération de Shinkansen et la première à avoir été développée exclusivement pour la JR West, elle est également la première à avoir une vitesse commerciale pouvant atteindre les 300 km/h. Initialement composés de 16 voitures, les Shinkansen série 500 ont été aménagés en trains plus courts de 8 voitures, entièrement non fumeurs (à l'exception de quelques compartiments) et de classes standards pour n'effectuer que des services Kodama.
- Shinkansen série 700 : septième génération initialement réalisée pour produire des trains pratiquement aussi rapides que les Shinkansen série 500 (vitesse moyenne de 285 km/h sur la Sanyō) mais moins chers. Les Shinkansen série 700 assurent les services Kodama et Hikari en formation de 16 voitures, ainsi que les services Hikari Rail Star avec seulement 8 voitures aménagées de manière légèrement différente des autres trains.
- Shinkansen série N700 : neuvième génération Shinkansen, elle a été mise en service en 2007 avec huit rotations quotidiennes. Les Shinkansen série N700 assurent les services Nozomi en formation de 16 voitures. Ils peuvent également être utilisés comme Hikari pour certaines rotations de jour et comme Kodama tôt le matin ou tard dans la nuit, notamment entre Kokura et Hakata. Les Shinkansen série N700-7000 et 8000, constitués de 8 voitures, assurent les services Mizuho et Sakura.

### Trafic
Dans son numéro d'octobre 1994 la revue "Japan railway & transport review" indiquait un trafic journalier de 187 000 personnes sur la ligne.

### Liste des gares
| Gares                    | Distance (km) | Services | Services | Services | Services | Services | Correspondances (Réseaux / Lignes) | Villes                    | Préfectures |
| ------------------------ | ------------- | -------- | -------- | -------- | -------- | -------- | --- | ------------------------- | ----------- |
| Shin-Osaka 新大阪        | 0             | M        | S        | N        | H        | K        | - JR Central : Shinkansen Tōkaidō (interconnexion) - JR West : JR Kyoto, Osaka Higashi - Métro d'Osaka : Midōsuji                                           | Yodogawa-ku, Osaka        | Osaka       |
| Shin-Kōbe 新神戸         | 32,6          | M        | S        | N        | H        | K        | - Métro municipal de Kobe : Hokushin, Seishin-Yamate | Chūō-ku, Kobe             | Hyōgo       |
| Nishi-Akashi 西明石      | 54,8          |          |          | N        | H        | K        | - JR West : Sanyō | Akashi                    | Hyōgo       |
| Himeji 姫路              | 85,9          |          | S        | N        | H        | K        | - JR West : Sanyō, Bantan, Kishin - Sanyo Electric Railway : Ligne principale (à Sanyo Himeji)                                                              | Himeji                    | Hyōgo       |
| Aioi 相生                | 105,9         |          |          |          | H        | K        | - JR West : Sanyō, Akō | Aioi                      | Hyōgo       |
| Okayama 岡山             | 160,9         | M        | S        | N        | H        | K        | - JR West : Sanyō, Seto-Ōhashi, Uno, Tsuyama, Kibi - Tramway d'Okayama : Higashiyama                                                                        | Okayama                   | Okayama     |
| Shin-Kurashiki 新倉敷    | 186,7         |          |          |          | H        | K        | - JR West : Sanyō | Kurashiki                 | Okayama     |
| Fukuyama 福山            | 217,7         |          | S        | N        | H        | K        | - JR West : Sanyō, Fukuen | Fukuyama                  | Hiroshima   |
| Shin-Onomichi 新尾道     | 235,1         |          |          |          | H        | K        | | Onomichi                  | Hiroshima   |
| Mihara 三原              | 245,6         |          |          |          | H        | K        | - JR West : Sanyō, Kure | Mihara                    | Hiroshima   |
| Higashi-Hiroshima 東広島 | 276,5         |          |          |          | H        | K        | | Higashihiroshima          | Hiroshima   |
| Hiroshima 広島           | 305,8         | M        | S        | N        | H        | K        | - JR West : Sanyō, Geibi, Kabe, Kure - Tramway de Hiroshima : Hiroden                                                                                       | Minami-ku, Hiroshima      | Hiroshima   |
| Shin-Iwakuni 新岩国      | 350,0         |          |          |          |          | K        | - Nishikigawa Tetudou : Nishikigawa Seiryū (à Seiryū-Shin-Iwakuni)                                                                                          | Iwakuni                   | Yamaguchi   |
| Tokuyama 徳山            | 388,1         |          |          | N        | H        | K        | - JR West : Sanyō, Gantoku | Shūnan                    | Yamaguchi   |
| Shin-Yamaguchi 新山口    | 429,2         |          | S        | N        | H        | K        | - JR West : Sanyō, Yamaguchi, Ube | Yamaguchi                 | Yamaguchi   |
| Asa 厚狭                 | 453,3         |          |          |          |          | K        | - JR West : Sanyō, Mine | San'yō-Onoda              | Yamaguchi   |
| Shin-Shimonoseki 新下関  | 477,1         |          |          |          | H        | K        | - JR West : Sanyō | Shimonoseki               | Yamaguchi   |
| Kokura 小倉              | 497,8         | M        | S        | N        | H        | K        | - JR Kyushu : Kagoshima, Nippō, Hitahikosan - Monorail de Kitakyūshū                                                                                        | Kokurakita-ku, Kitakyūshū | Fukuoka     |
| Hakata 博多              | 553,7         | M        | S        | N        | H        | K        | - JR West : Hakata-Minami (interconnexion) - JR Kyushu : Shinkansen Kyūshū (interconnexion), Kagoshima, Fukuhoku Yutaka - Métro de Fukuoka : Nanakuma, Kūkō | Hakata-ku, Fukuoka        | Fukuoka     |